# 北考特兰 (阿拉巴马州)
北考特兰（英語：North Courtland），是美国阿拉巴马州下属的一座城市。面积约为0.65平方英里（约合1.69平方公里）。根据2010年美国人口普查，该市有人口632人，人口密度为967.84/平方英里（约合373.96/平方公里）。